# Tridentella tanimbar
Tridentella tanimbar är en kräftdjursart som beskrevs av Bruce 2008. Tridentella tanimbar ingår i släktet Tridentella och familjen Tridentellidae. Inga underarter finns listade i Catalogue of Life.